# Сторожев, Михаил Васильевич
Михаи́л Васи́льевич Сто́рожев (19 сентября [1 октября] 1896 или 1896, Москва — 1979) — советский учёный, лауреат Государственной премии СССР (1973).

## Биография
Михаил Васильевич Сторожев родился 19 сентября 1896 года в Москве.
Во время Первой мировой войны — поручик царской армии.
Служил в Красной армии с 20 февраля 1919 года. Участник войны с Польшей 1920 г. В 1921 году окончил Военную академию им. М. В. Фрунзе (первый выпуск). Причислен к Генеральному штабу. Далее — помощник начальника 3-го Отделения Оперупра Штаба РККА. На 1 марта 1923 г. — помощник начальника 1-го Отделения Оперупра Штаба РККА.
В 1929 году окончил механический факультет МВТУ им. Баумана по специальности «механическая технология металлов».
С 1930 по 1941 г. работал в ЦНИИТМАШ (Центральный научно-исследовательский институт технологии и машиностроения). Одновременно с 9 января 1934 по 7 октября 1939 г. — старший преподаватель на кафедре брони ВАММ РККА — военинженер 2 ранга. Разработал основы теории и методику расчета кривошипных и гидравлических прессов (1935). Один из создателей советской научной школы обработки материалов давлением. Был одним из основателей научно-технического общества кузнецов и штамповщиков (ВНИТОКШ), организованного в 1932 году.
С 1941 г. служил в РККА. С 1942 по 1946 г. главный инженер Главного управления кузнечно-прессового машиностроения (ГУКМАШ).
После демобилизации работал в МВТУ, доцент. В начале 1950-х гг. по неизвестной причине уволился, перешел в Станкин (читал лекции по теории обработки металлов давлением) и одновременно преподавал в Нефтяном и Заочном машиностроительном институтах.
В сентябре 1955 г. попал в аварию, когда ехал на мотоцикле, ему ампутировали правую ногу выше колена.
В начале 1956 г. уволился из института и занялся подготовкой учебника «Теория обработки металлов давлением» (небольшую часть в качестве соавтора написал профессор МВТУ Е. А. Попов). Учебник вышел в свет в 1957 году и имел большой успех, выдержал 4 издания, его авторы в 1973 г. стали лауреатами Государственной премии СССР.
Умер в 1979 году, похоронен на Новодевичьем кладбище вместе с родителями.

## Научные труды
Сочинения:
- Теория обработки металлов давлением [Текст] : [Учебник для машиностроит. и политехн. вузов] / М. В. Сторожев, Е. А. Попов. — М. : Машгиз, 1957. — 323 с.
- Теория обработки металлов давлением [Текст] : [Учебник для вузов по специальности «Машины и технология обраб. металлов давлением»] / М. В. Сторожев, Е. А. Попов. — 4-е изд., перераб. и доп. — М. : Машиностроение, 1977. — 423 с.
- Технология ковки и горячей штамповки цветных металлов и сплавов [Текст] : [Учеб. пособие для металлург. специальностей вузов] / М. В. Сторожев, П. И. Середин, С. Б. Кирсанова. — М. : Высш. школа, 1967. — 350 с.

Редактор справочников:
- Технологический справочник по ковке и объемной штамповке [Текст] / Под ред. М. В. Сторожева. — М. : Машгиз, 1959. — VIII, 966 с., 1 л. табл.
- Ковка и объемная штамповка стали [Текст] : Справочник : В 2 т. / Под ред. М. В. Сторожева. — 2-е изд., перераб. — М. : Машиностроение, 1967—1968. — 2 т.

## Награды и звания
- орден «Знак Почёта» (26.10.1943)[3]
- орден Красного Знамени (3.11.1944)[3]
- Государственная премия СССР (1973).

Доктор технических наук, профессор.

## Семья
- Отец — Сторожев, Василий Николаевич (1866—1924) — историк, археограф, зав. финансовым отделом Наркомпроса, профессор.
- Жена — Елизавета Ивановна Сторожева (1896—1976).